# Nuno Miguel Sousa Pinto
Nuno Miguel Sousa Pinto (* 6. August 1986 in Vila Nova de Gaia) ist ein portugiesischer ehemaliger Fußballspieler.

## Karriere
Pinto begann seine Karriere in der Jugend von Boavista Porto, von wo er in der Saison 2005/06 an Vilanovense FC verliehen wurde. 2006 kehrte er nach Porto zurück und war bei Boavista aktiv. Sein Debüt in der höchsten portugiesischen Spielklasse gab der linke Verteidiger am 28. Januar 2007 gegen Sporting Lissabon. Er wurde in der 73. Minute gegen Fary Faye ausgewechselt. Das Spiel endete 1:1. Boavista wurde am Ende der Saison Neunter der Liga. 2007/08 wurde er abermals verliehen und spielte eine Saison bei CD Trofense. Der Verein schaffte mit Pinto den Aufstieg in die höchste Spielklasse. Daraufhin wurde er von Nacional Funchal verpflichtet.
In seiner ersten Saison kam er auf sieben Einsätze. Der Verein wurde Vierter und konnte sich damit für die Europa League qualifizieren. Sein Debüt auf europäischer Klubebene gab er in der Europa-League-Saison 2009/10, als er in der Qualifikation gegen Zenit Sankt Petersburg am 20. August 2009 in der 55. Minute für den Slowenen Nejc Pečnik eingewechselt wurde. Das Spiel wurde 4:3 gewonnen. In der Gruppenphase wurde Pinto in drei Spielen eingesetzt, wobei er im zweiten Gruppenspiel gegen Athletic Bilbao die gelb-rote Karte sah. In der Meisterschaft konnte Nacional den siebenten Platz erringen.
In den Jahren 2012 und 2013 spielte Pinto für den bulgarischen Traditionsverein Lewski Sofia, bevor er im Januar 2014 zum ukrainischen Club Tawrija Simferopol wechselte. Im Sommer 2014 schloss er sich Astra Giurgiu in der rumänischen Liga 1 an. Er kam in der Spielzeit 2014/15 jedoch nur achtmal zum Einsatz.
Im Sommer 2015 kehrte Nuno Pinto nach Portugal zurück, wo ihn Vitória Setúbal unter Vertrag nahm. Sieben Jahre spielte er dort und machte dann Schluss mit seiner Karriere.

## Erfolge
- Aufstieg in die SuperLiga 2008